# Ronald Abaisa
Ronald Gowini Kitty Abaisa (circa 1943/1944 – 27 februari 1973) was een Surinaams vakbondsleider. Tijdens de protesten van 1973 kwam hij om door een politiekogel.

## Biografie

### Geboorte
Ronald Abaisa, ook wel met Abaisa Jowini aangesproken, werd in circa 1943/1944 geboren in een dorp aan de Tapanahonyrivier. Als geboortedorp wordt in de media zowel Godo Olo als Gran Olo genoemd.

### Dood tijdens betoging
Na onrustige tijden eind jaren 1960, begin jaren 1970, trok Abaisa met een groep werknemers van de GMD naar Paramaribo om de eis van de betaling van achterstallig loon kracht bij te zetten. Burgers meldden de politie dat zijn groep was bewapend "met houwers en bijlen." Bij de CBvS aan de Gravenstraat stevende de groep af op het kordon politie. Na bevelen en twee salvo's traangas werd een dansende voorloper met een gevulde eenderdefles door politieagenten ingerekend met de wapenstok. Een betoger die een voorwerp uit zijn broekband trok en de politie te lijf wilde gaan, werd in zijn been geschoten. Toen de groep door het kordon brak, schoot de politie meerdere keren. Abaisa werd hierbij dodelijk getroffen. De demonstranten vluchtten weg en het verzet was gebroken.
Op de plaats waar Abaisa was neergeschoten, werd het asfalt schoongemaakt. Kort daarna werd er een rode pot met verf overheen geworpen. Ook werden hier kransen gelegd.

## Afscheidsceremoniën
Abaisa werd op 1 maart 1972 in zijn geboorteplaats begraven. De vlaggen voor de vakbondsgebouwen in Paramaribo hingen half stok.
De terugkeer van het lichaam van Abaisa gebeurde per vliegtuig naar Stoelmanseiland en vervolgens per rivier naar zijn geboortedorp, waarbij dorpen onderweg werden aangedaan om over de gebeurtenis te vertellen".

## Eerbetoon

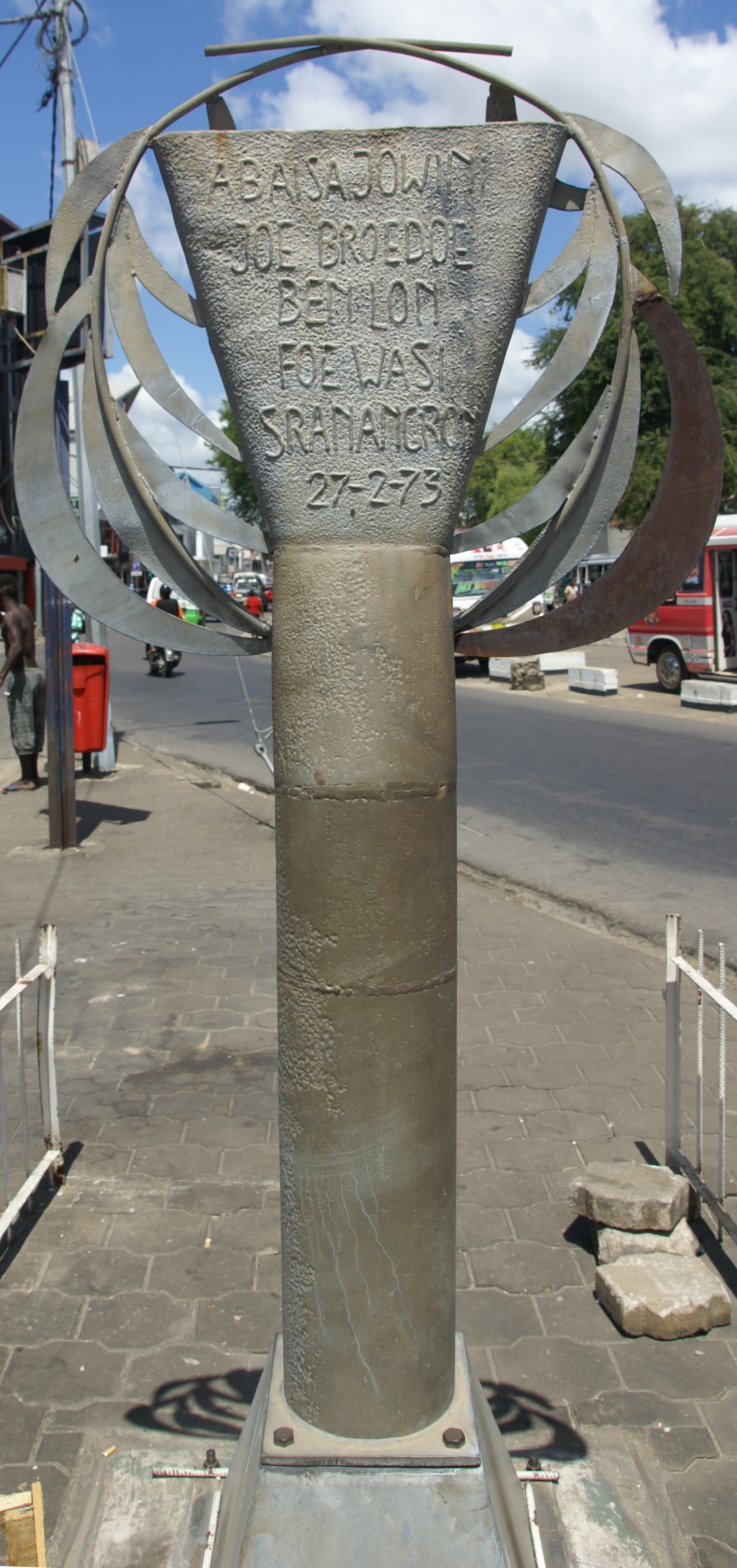
Gedenkteken Ronald Abaisa

Fred Derby was een van de vakbondsleiders die werd gearresteerd. Bij de aangifte van zijn dochter op het stadhuis op 5 maart 1973 kreeg zij de naam Kitty Abaisa.
Op 27 februari 1974 plaatsten enkele vertegenwoordigers van de CLO een gedenkteken voor Abaisa op de plek aan de Gravenstraat waar hij een jaar eerder was omgekomen. Een uur later nam de politie het in beslag en na intensief overleg werd het op 1 mei herplaatst op het Kwakoeplein aan de Dr. Sophie Redmondstraat, nabij het standbeeld van Kwakoe.